# Кульмамедов, Аман
Аман Кульмаме́дов (31 декабря 1908, Асхабадский уезд, Закаспийская область, Туркестанский край — 22 августа 1977, Ашхабад) — туркменский советский актёр, театральный режиссёр. Народный артист СССР (1949). Лауреат Сталинской премии третьей степени (1951).

## Биография
Родился 31 декабря 1908 года в ауле Йылгынкяриз, близ Геок-Тепе (ныне в черте Гёкдепе Ахалского велаята Туркменистана) (по другим источникам — в ауле 1-м Геок-Тепе).
Учился в медресе, Ударной школе искусств Востока (Ашхабад), в 1924—1926 годах — в Ашхабадском механическом техникуме путей сообщения, где участвовал в спектаклях самодеятельного кружка.
В 1926—1929 годах учился в туркменской театральной студии при Русском драматическом театре им. А. Пушкина (Ашхабад).
С 1929 года — актёр Туркменского драматического театра (позже — имени И. В. Сталина, с 1963 — имени Молланепеса, ныне — Студенческий театр имени Молланепеса) (Ашхабад). На сцене театра исполнил 200 ролей. С 1950 года — режиссёр, с 1963 — главный режиссёр и директор театра.
Снимался в кино.
Член ВКП(б) с 1940 года. Депутат Верховного Совета СССР 2—3 созывов (1946—1954). Депутат Верховного Совета Туркменской ССР 1, 4 и 6-го созывов.
Умер 22 августа 1977 года в Ашхабаде.

### Семья
- Жена — Марал Селимовна Кульмамедова, оперная певица. Народная артистка Туркменской ССР.

## Награды и звания
- Народный артист Туркменской ССР
- Народный артист СССР (1949)
- Сталинская премия третьей степени (1951) — за исполнение главной роли в спектакле «Семья Аллана» Г. Мухтарова
- Три ордена Ленина (1944, 1949, 1955)
- Орден Трудового Красного Знамени
- Медаль «За доблестный труд в Великой Отечественной войне 1941-1945 гг.»
- Медали

## Творчество

### Театральные роли
- 1932 — «Разбойники» Ф. Шиллера — Франц Моор
- 1934 — «Ревизор» Н. В. Гоголя — Городничий
- 1939, 1954 — «Отелло» У. Шекспира — Отелло, Художник Г. Я. Брусенцов выполнил работу «Артист Кульмамедов в роли Отелло» (1954, б. цв., уголь, цв. кар., белила)[3].
- 1940 — «Враги» М. Горького — Захара Бардин
- 1941 — «Махтумкули» Б. М. Кербабаева — Махтумкули
- 1943 — «Фронт» А. Е. Корнейчука — Иван Горлов
- 1944 — «Кеймир-Кёр» Б. Аманова и К. Бурунова — Кеймир-Кёр
- 1948 — «Русский вопрос» К. М. Симонова — Макферсон
- 1951 — «Семья Аллана» Г. Мухтарова — Аллан
- 1952 — «Доходное место» А. Н. Островского — Аким Акимович Юсов
- 1957 — «Решающий шаг» Б. М. Кербабаева — Чернышев
- 1964 — «Король Лир» У. Шекспира — Король Лир

### Театральные постановки
- 1938 — «Зохре и Тахир» Б. Аманова
- 1938 — «Любовь Яровая» К. Тренёва
- 1949 — «Серебряный портсигар» Г. Мухтарова и К. Сейтлиева
- 1949 — «Сын пастуха» Г. Мухтарова и К. Сейтлиева
- 1950 — «Чужая тень» К. М. Симонова
- 1956 — «Бай и батрак» Хамзы[4]

### Фильмография
- 1940 — Дурсун — Арслан
- 1941 — Прокурор — Башлыгы, судья
- 1948 — Далёкая невеста — Алты-ага
- 1954 — Сын пастуха — профессор Соловьёв
- 1956 — Честь семьи — Аллан
- 1957 — Особое поручение — Рахметбай
- 1960 — Десять шагов к Востоку — профессор Аман Пальванов

## Критика
В фильме «Далёкая невеста» обаятельный образ Алты-ага создал народный артист республики Аман Кульмамедов. Это, пожалуй, самая лучшая роль виднейшего мастера туркменского театра из всех, сыгранных им в кинематографе.— Х. Абул-Касымова — Искусство советского кино: 1941—1952. — М.: Искусство, 1975. — стр. 254—255